# Dialeuropora bipunctata
Dialeuropora bipunctata là một loài côn trùng cánh nửa trong họ Aleyrodidae, phân họ Aleyrodinae.
Dialeuropora bipunctata được Corbett miêu tả khoa học đầu tiên năm 1933.